# Fredrik Siptus
Fredrik Siptus (Friedrich Syptus) var en byggmästare, snickare och bildhuggare verksam i Sverige under 1600-talets senare hälft.
Siptus var av tysk härkomst och knöts ursprungligen till arbetena på Magnus De la Gardies Kägleholm för att utföra finsnickeri och träsnideriarbeten. Siptus var kunnig i konsten att uppgöra ritningar och arbetsbeskrivningar och utförde ritningar för predikstol och altare i samband med att Ödeby kyrka i Närke skulle byggas om på 1670-talet. Mot slutet av 1670-talet började han även anlitas som arbetsledare och 1679 utsågs han till byggmästare och ansvarig för arbetena på Kägelholm, Läckö och De la Gardies andra byggnadsprojekt i Västergötland. Personligen skar han fyra små bilder och sex festonger till Ödeby kyrkas predikstol men det mer kvalificerade bildhuggeriarbetet såväl i kyrkan som De la Gardies andra inredningsföretag anförtroddes Georg Baselaque. Efter sin tjänst för De la Gardie var Siptus omnämnd som bildhuggare i Göteborg 1689–1691.